# Volkan Fındıklı
Volkan Fındıklı (* 13. Oktober 1990 in Muğla) ist ein türkischer Fußballspieler.

## Karriere
Fındıklı durchlief die Nachwuchsabteilung von Marmaris Belediyespor und wurde 2007 in den Profikader aufgenommen. Nach zwei Spielzeiten für Marmaris war er der Reihe nach für Konyaspor, Dardanelspor und Anadolu Selçukspor tätig.
Im Sommer 2014 wurde Fındıklı ein zweites Mal in seiner Karriere von Torku Konyaspor verpflichtet.